# KSK Maldegem
KSK Maldegem is een Belgische voetbalclub uit Maldegem. De club is bij de KBVB aangesloten met stamnummer 4220 en heeft rood en geel als clubkleuren. Het Maldegemse elftal speelt zijn thuiswedstrijden in het Maurice De Waelestadion. De club speelde rond de eeuwwisseling een tijd in de nationale reeksen.

## Geschiedenis
Reeds na de Eerste Wereldoorlog bestond in Maldegem een amateurvoetbalclub. De club Melde Football Club werd in 1920 opgericht en sloot zich op 6 juli 1921 aan bij de Belgische Voetbalbond. De club speelde in de regionale afdelingen. In 1924 werd de naam veranderd naar Melda Maldegem en bij de invoering van de stamnummers in 1926 kreeg de club stamnummer 123 toegekend. Op 6 mei 1931 werd de club van de bondslijsten geschrapt, en de club sloot zich met stamnummer 91 aan bij de Vlaamsche Voetbal Bond, een rivaliserende amateurbond.
Op het einde van de Tweede Wereldoorlog, in 1944, diende men een verzoek in om opnieuw bij de KBVB aan te sluiten, wat effectief gebeurde op 1 juli 1944. De club sloot onder de naam Melda's Sportkring Maldegem aan, en kreeg daarbij het stamnummer 4220 toegekend. In 1960 werd de naam verkort tot Sportkring Maldegem.
De club zou verscheidene decennia in de provinciale reeksen blijven spelen. Op het eind van de jaren 90 maakte men echter een opmars. In 1996 verkreeg men de koninklijke titel, en de naam werd officieel Koninklijke Sportkring Maldegem.
In 1998 steeg de ploeg naar de nationale bevorderingsreeksen. Daar dwong men meteen een plaats in de eindronde af. KSK Maldegem won er van KVK Ninove, KFC Rita Berlaar, maar ging in een van de play-off-finales zwaar onderuit tegen KVV Overpelt Fabriek en ook de wedstrijd voor de derde plaats tegen de verliezer van de andere finale, AFC Tubize werd verloren. Doordat tweedeklasser KSV Waregem omwille van financiële problemen niet naar Derde maar naar Vierde klasse moest zakken, kwam er een plaatsje extra vrij in de Derde Klasse. Ondanks de vierde plaats in de eindronde kon Maldegem zo na één seizoen Bevordering meteen door naar Derde Klasse, de eerstvolgende jaren speelde de ploeg in de middenmoot (drie keer 7de).
In het seizoen 2006/07 werd Maldegem laatste en degradeerde het terug naar Bevordering. De vrije val werd verdergezet, want ook in het seizoen 2007/08 eindigde KSK als hekkensluiter. Na tien jaar zakt de club terug naar de provinciale reeksen. KSK Maldegem bleef een paar jaren spelen, tot men in 2010/11 kampioen werd in Eerste Provinciale en zo terugkeerde naar Vierde Klasse.
In 2013 eindigde KSK Maldegem op een voorlaatste plaats in zijn reeks in Vierde Klasse en zakte zo al na twee jaar weer naar Eerste Provinciale.
In 2022 fusioneerde KSK Maldegem met de buren van VK Adegem, onder het stamnummer van Maldegem.

## Resultaten
| Seizoen | Klasse | Klasse | Klasse | Klasse | Klasse | Klasse | Klasse | Klasse | Klasse | Reeks                                                    | Punten                                                   | Opmerkingen                                              |
|         | I      | I      | II     | III    | IV     | P.I    | P.II   | P.III  | P.IV   |                                                          |                                                          |                                                          |
| ------- | ------ | ------ | ------ | ------ | ------ | ------ | ------ | ------ | ------ | -------------------------------------------------------- | -------------------------------------------------------- | -------------------------------------------------------- |
| 2004/05 |        |        |        | 6      |        |        |        |        |        | Derde Klasse A                                           | 47                                                       |                                                          |
| 2005/06 |        |        |        | 13     |        |        |        |        |        | Derde Klasse A                                           | 28                                                       |                                                          |
| 2006/07 |        |        |        | 16     |        |        |        |        |        | Derde Klasse A                                           | 18                                                       |                                                          |
| 2007/08 |        |        |        |        | 15     |        |        |        |        | Vierde Klasse A                                          | 23                                                       |                                                          |
| 2008/09 |        |        |        |        |        | 10     |        |        |        | Eerste Prov. O-Vl                                        | 40                                                       |                                                          |
| 2009/10 |        |        |        |        |        | 3      |        |        |        | Eerste Prov. O-Vl                                        | 50                                                       |                                                          |
| 2010/11 |        |        |        |        |        | 1      |        |        |        | Eerste Prov. O-Vl                                        | 59                                                       |                                                          |
| 2011/12 |        |        |        |        | 10     |        |        |        |        | Vierde Klasse A                                          | 37                                                       |                                                          |
| 2012/13 |        |        |        |        | 15     |        |        |        |        | Vierde Klasse A                                          | 27                                                       |                                                          |
| 2013/14 |        |        |        |        |        | 12     |        |        |        | Eerste Prov. O-Vl                                        | 35                                                       |                                                          |
| 2014/15 |        |        |        |        |        | 7      |        |        |        | Eerste Prov. O-Vl                                        | 45                                                       |                                                          |
| 2015/16 |        |        |        |        |        | 13     |        |        |        | Eerste Prov. O-Vl                                        | 30                                                       |                                                          |
|         | 1A     | 1B     | 1Nat   | 2Afd   | 3Afd   | P.I    | P.II   | P.III  | P.IV   | Vanaf 2016-17 zijn er 3 nationale en 2 regionale niveaus | Vanaf 2016-17 zijn er 3 nationale en 2 regionale niveaus | Vanaf 2016-17 zijn er 3 nationale en 2 regionale niveaus |
| 2016/17 |        |        |        |        |        | 12     |        |        |        | Eerste prov. O-Vl.                                       | 33                                                       | Degradatie                                               |
| 2017/18 |        |        |        |        |        |        | 3      |        |        | Tweede prov. O-Vl. A                                     | 55                                                       |                                                          |
| 2018/19 |        |        |        |        |        |        | 6      |        |        | Tweede prov. O-Vl. A                                     | 46                                                       |                                                          |
| 2019/20 |        |        |        |        |        |        | 7      |        |        | Tweede prov. O-Vl. A                                     | 40                                                       | Competitie stopgezet na speeldag 25 door COVID-19.       |
| 2020/21 |        |        |        |        |        |        | -      |        |        | Tweede prov. O-Vl. A                                     | -                                                        | competitie geschrapt door COVID-19.                      |
| 2021/22 |        |        |        |        |        |        | 3      |        |        | Tweede prov. O-Vl. A                                     | 59                                                       |                                                          |
| 2022/23 |        |        |        |        |        |        | 10     |        |        | Tweede prov. O-Vl. A                                     | 35                                                       |                                                          |
| 2023/24 |        |        |        |        |        |        | 6      |        |        | Tweede prov. O-Vl. A                                     | 49                                                       |                                                          |
| 2024/25 |        |        |        |        |        |        | 6      |        |        | Tweede prov. O-Vl. A                                     | 49                                                       |                                                          |
| 2025/26 |        |        |        |        |        |        |        |        |        | Tweede prov. O-Vl. A                                     |                                                          |                                                          |